# Nisimura Sóicsi
Nisimura Sóicsi (Hjógo, 1911. november 30. – 1998. március 22.) japán válogatott labdarúgó.
A japán válogatott tagjaként részt vett az 1936. évi nyári olimpiai játékokon.

## Statisztika
| Japán válogatott | Japán válogatott | Japán válogatott |
| Időszak          | Mérk.            | gól              |
| ---------------- | ---------------- | ---------------- |
| 1934             | 2                | 1                |
| Összesen         | 2                | 1                |